# Beatrice di Pian degli Ontani
(Niccolò Tommaseo)
(Beatrice Bugelli)
Beatrice di Pian degli Ontani (Cutigliano, 11 febbraio 1803 – Cutigliano, 25 maggio 1885) è stata una poetessa italiana.
I suoi componimenti erano rispetti e strambotti, cioè brevi poesie popolari, generalmente ottave in endecasillabi, per lo più amorose o scherzose, recitate o spesso cantate sopra noti e facili motivi.

## Biografia

### La giovinezza
Maria Beatrice Bugelli, più nota come Beatrice di Pian degli Ontani, e anche come Beatrice la poetessa-pastora, nacque nel 1803, in località Conio, presso Melo, frazione di Cutigliano, sulla Montagna pistoiese.
Rimasta orfana di madre da piccola, seguì più volte il padre in Maremma per aiutarlo nel suo lavoro. Non frequentò mai la scuola ed era di fatto analfabeta.
“Se volete sapere dov'era la mia scuola

su per i monti all'acqua e alla gragnola. 

E questo è stato il mio imparare

vado per legna e torno a zappare” 
Nel 1823 sposò Matteo Bernardi, molto più anziano di lei, e andò a vivere a Pian di Novello, presso Pian degli Ontani, nella casa del marito. Dal matrimonio nacquero otto figli.
Proprio il giorno del matrimonio Beatrice si cimentò per la prima volta nell'improvvisazione di alcuni versi scatenando l’ammirazione dei presenti. Da allora venne costantemente invitata ad esibirsi in feste e cerimonie in varie località della Montagna pistoiese, e sempre riscuoteva grande successo, tanto che la sua notorietà varcò i confini dell’Appennino tosco-emiliano.

### La notorietà come poetessa-pastora
Pur essendo analfabeta, grazie alla sua vena poetica creativa e al suo spirito acuto, divenne una celebrata protagonista nella storia della poesia di improvvisazione tra ottocento e novecento. 
Eminenti filologi, letterati ed estimatori di poesia popolare iniziarono a recarsi a Pian degli Ontani per conoscerla e per ascoltarla. Il primo a volerla conoscere fu Niccolò Tommaseo che la incontrò nel 1832, durante un suo viaggio letterario in Toscana. In seguito si recarono nella sua modesta casa, tra gli altri, lo studioso di " poesia popolare" e poeta Giuseppe Tigri, i letterati Massimo d'Azeglio e Giuseppe Giusti, il filologo Michele Barbi e il linguista Giambattista Giuliani.
La sua fama arrivò inevitabilmente a Pistoia, e non tardò a giungere fino a Bologna e Firenze. Fu invitata dunque ad esibirsi nei salotti buoni cittadini e a Firenze incontrò per caso anche il re Vittorio Emanuele II, che pretese di saggiarne il talento.
Nonostante la notorietà, Beatrice continuò a fare il suo mestiere di pastora e contadina per tutta la vita, vivendo sempre in modo estremamente semplice, come scrissero le sue prime biografe, Carla Schubert  e Francesca Alexander , che contribuirono a creare il mito della "poetessa-pastora".

### Gli ultimi anni

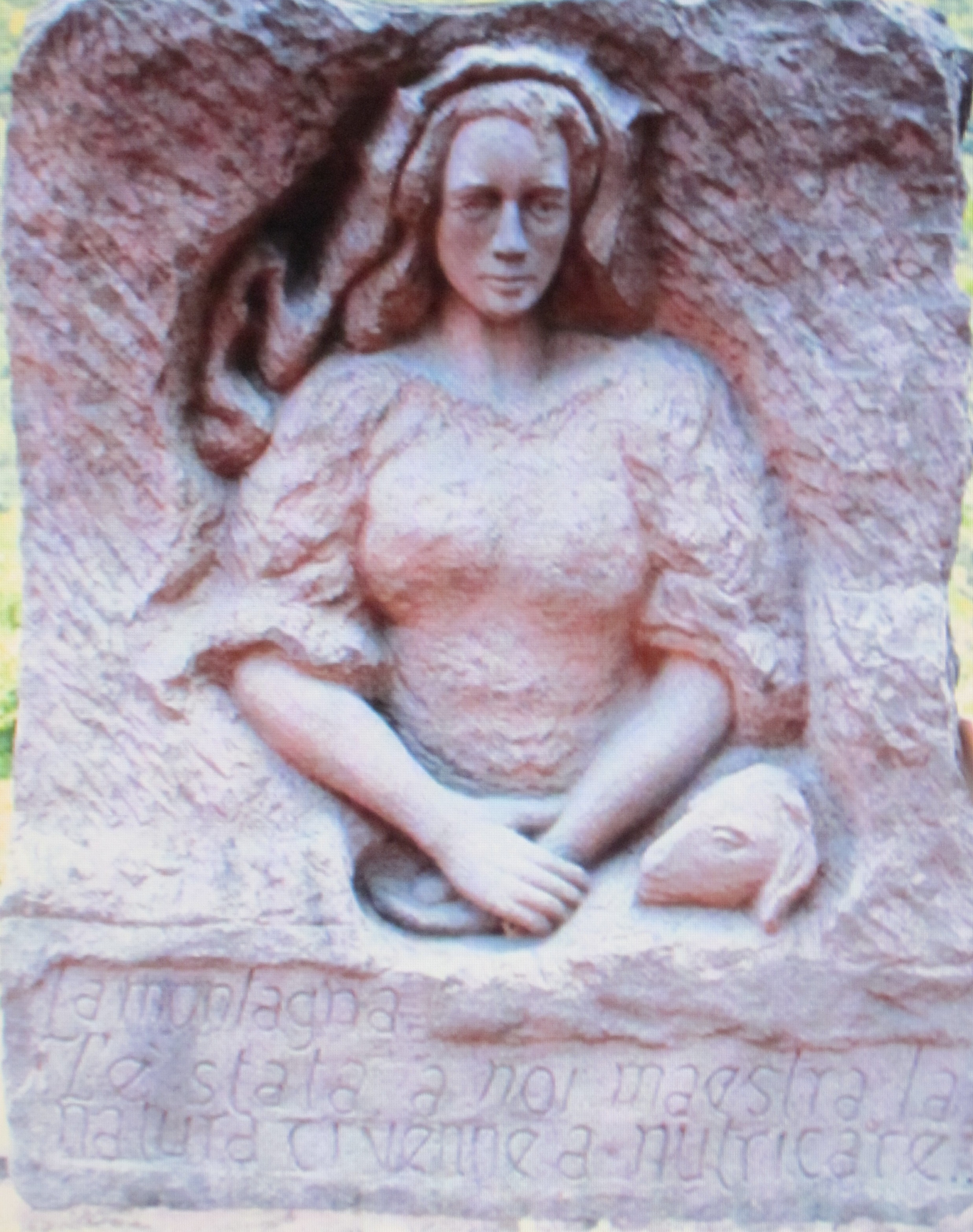
Monumento a Beatrice poetessa-pastora nella piazza centrale di Pian degli Ontani

La sua vita fu dura e costellata di numerosi dolori, fra i quali anche la perdita del primo figlio. Nel 1863 la piena del torrente Sestaione causò la distruzione della sua casa e la famiglia si dovette trasferire a Pian egli Ontani, frazione della Montagna pistoiese, paese vicino a Pian di Novello. I versi di Beatrice sono spesso intrisi delle sofferenze provate, anche se nelle sue parole si nota una forza interiore non indifferente.
“Quanti ce n’è che mi senton cantare

diran: Buon colei ch’ha il cor contento! 

S’io canto, per non dir del male, 

canto per iscialar quel ch’ho qua dentro

Canto per iscialar mi’ afflitta doglia

Sebben io canto, di piangere ho voglia: 

canto per iscialar mi afflitta pena

sebben io canto di dolor son piena” 
Sul finire della vita lo scrittore Renato Fucini salì sulla montagna pistoiese per incontrarla, lasciando di lei un commovente ritratto .  Morì nella frazione di Cutigliano il 25 maggio 1885 all'età di 82 anni.

## Intitolazioni

### Il parco culturale “Beatrice”
Il paese di Pian degli Ontani ha dedicato alla sua poetessa un percorso lungo più di un chilometro, lungo il quale sono scolpite su grandi massi illuminati le ottave più significative di Beatrice, che permettono di comprenderne al meglio la figura. Il Parco è stato inaugurato nel mese di luglio del 2008 ed è finalizzato a fare meglio conoscere ed apprezzare la figura della poetessa-pastora. All'inizio del percorso, nella piazza centrale del paese, è stato posto un monumento dedicato a Beatrice, una lastra di pietra con il ritratto scolpito della poetessa e alcuni suoi versi incisi.

### La pista Beatrice
Fu dedicata a lei la pista più lunga dell'area sciistica di Pian di Novello, posta sul versante sud del comprensorio sciistico dell'Abetone.

### Il centro studi
Un centro studi a lei dedicato è attivo a Pian degli Ontani (Cutigliano).

### Volumi storici
- Niccolò Tommaseo, Gita nel Pistojese, in «Antologia. Giornale di Scienze, Lettere e Arti», Vieusseux, Firenze, vol. XLVIII. Vol. Ottavo del secondo decennio Ottobre-Novembre-Dicembre 1832, pp. 12-33
- Francesca Alexander, Roadside songs of Tuscany, Ed. John Ruskin, Orpington, Gran Bretagna, 1885
- Carla Schubert, La pastorella poetessa. Beatrice di Pian degli Ontani, in «L'Illustrazione Italiana», Ediz. Treves, Milano: N.31 (1888), pp. 51-52; N.32 (1888), pp. 71 e 74; N.34 (1888), pp. 108-109 e 112.
- Giambattista Giuliani, Sul vivente linguaggio della Toscana. Lettere, Ed. Ricci, Firenze, 1879

### Libri biografici e raccolte di versi
- Francesca Alexander, Storia del popolo. Volume primo. Beatrice di Pian degli Ontani, in Quaderni d'Ontignano, Fiesole, Libreria Editrice Fiorentina, Firenze, 1976 (estratto da: Francesca Alexander, Roadside songs of Tuscany, John Ruskin, Orpington, Gran Bretagna, 1885)
- S. Bartolini, 20 ottave d'amore: inedite. Beatrice di Pian degli Ontani, scelte e illustrate in occasione delle nozze della figlia Simonetta con Alberto Bianchi, Il Torchio, Firenze, 1985
- P. Bellucci, Poetessa pastora. La storia e i canti di Beatrice di Pian degli Ontani scoperta dal Tommaseo e amata dal Raskin, Medicea, Firenze, 1986
- G.P. Borghi, Beatrice e le altre: improvvisazione e canto itinerante al femminile tra Otto e Novecento, in "Homo Appenninicus. Donne e uomini delle montagne". Atti delle giornate di studio (Capugnano, 8 settembre 2007- Porretta Terme, 10 novembre 2007), a cura di R. Zagnoni, Gruppo di Studi alta Valle del Reno (Porretta Terme, Bologna) - Società Pistoiese di Storia Patria, Porretta Terme-Pistoia 2008, pp. 147–170
- P. Ciampi, Beatrice. Il canto dell'Appennino che conquistò la capitale, Ed. Samus, Firenze, 2008
- C. Rosati, Beatrice Bugelli di Pian degli Ontani. Poetessa, Pastora, Brigata del Leoncino, Pistoia, 2001